# Karikatyrporträtt av Tulla Larsen
Karikatyrporträtt av Tulla Larsen (norska: Karikert portrett av Tulla Larsen) och Självporträtt med grön bakgrund (norska: Selvportrett mot grønn bakgrunn) är en oljemålning av den norske konstnären Edvard Munch från 1905. 
Målningen är ett porträtt av konstnären själv och hans fästmö Tulla Larsen. När deras relation avslutades i bitterhet sågade Munch deras porträtt i två delar. I Gerd Wolls catalogue raisonné från 2008 är den katalogiserad som två målningar med nummer 645 respektive 646. 
Munch och Tulla Larsen träffades i Berlin 1899 och inledde ett stormigt förhållande. Den frisinnade överklassdamen Larsen ville gifta sig med Munch, men han tvekade samtidigt som hans hälsa försämrades och hans alkoholintag ökade. Under ett gräl 1902 skottskadades Munch i vänsterhanden. Till slut bestämde Larsen sig för att lämna den försupne Munch. När hon sedan gifte sig med en annan man blev Munch förbittrad och sågade itu deras porträttmålning. Målningen Marats död har också sin bakgrund i deras relation och skottincidenten 1902.